# Dmitrij Uszakow
Dmitrij Nikołajewicz Uszakow (ros. Дмитрий Николаевич Ушаков, ur. 12 stycznia?/24 stycznia 1873 w Moskwie, zm. 17 kwietnia 1942 w Taszkencie) – rosyjski językoznawca.

## Życiorys
Uczył się w moskiewskim gimnazjum, w 1895 ukończył studia na Wydziale Historyczno-Filologicznym Uniwersytetu Moskiewskiego, 1896–1913 pracował jako nauczyciel w szkole, w 1907 został profesorem Uniwersytetu Moskiewskiego. Od 1903 był zastępcą przewodniczącego, a od 1915 przewodniczącym Moskiewskiej Komisji Dialektologicznej przy Akademii Nauk, brał aktywny udział w opracowaniu projektu reformy ortograficznej 1917–1918. Do jego głównych zainteresowań naukowo-badawczych należały: język rosyjski, dialektologia rosyjska, ortografia, ortoepia, leksykografia i historia. W 1911 napisał książkę Russkoje Prawopisanije, później napisał wiele prac etnograficznych, historycznych i językoznawczych, m.in. Tołkowyj słowar' russkogo jazyka (t. 1–4, 1935–1940). Był twórcą rosyjskiej ortoepii. 28 stycznia 1939 został członkiem korespondentem Akademii Nauk ZSRR. W 1940 został odznaczony Orderem „Znak Honoru”; przyznano mu też Order Świętego Stanisława II (1906) i III klasy (1903) i Order Świętej Anny III klasy (1910). Po ataku Niemiec na ZSRR wraz z uniwersytetem został ewakuowany do Taszkentu, gdzie zmarł.